# Meksička kuhinja
Meksička kuhinja i kuhinja okolnih područja, kombinira tradicije autohtonih Indijanaca i utjecaje španjolskih konkvistadora. Ona se temelji uglavnom na kukuruzu i mahunarkama (oko 20 različitih vrsta graha) i različitih vrsta čili papričica.
Osnovne sirovine u pripremi mnogih jela dobivene su mljevenjem zrna kukuruza. Tradicionalno su meksički Indijanci natapali kukuruza u lužini od pepela. Kroz ovaj proces nekoliko važnih aminokiselina, pogotovo niacin postaju lakše probavljive. Kukuruz ovim procesom dobiva nutritivnu vrijednost i prepoznatljiv okus, od kojeg se rade tortilje i sl.
Upotreba uobičajenoga kukuruznoga brašna u receptima za jela meksičke kuhinje, neće dati karakteristične okuse meksičke kuhinje. Danas se tortilje na sjeveru Meksika, spremaju od pšeničnoga brašna (špa. tortilla de harina), jer tamo kukuruz slabije uspijeva, a na jugu od kukuruznoga brašna (špa. tortilla de masa).
Osnovom meksičke kuhinje postale su namirnice koje su donijeli konkvistadori (riža, govedina, svinjetina, piletina, vino, češnjak i luk) u kombinaciji s autohtonim namirnicama poput: kukuruza, čokolade, rajčica, vanilije, avokada, guave, papaje, ananasa, čilija, graha, tikve, batata, kikirikija, purice i različitih vrsta ribe. Meksička je hrana poznata po raznolikim okusima, intenzitetu, te bogatstvu začina.
Meksička kuhinja upisana je u UNESCO-ovu Nematerijalnu svjetsku baštinu.

## Jela meksičke kuhinje
- ceviche,
- chile relleno,
- enchiladas,
- gordita,
- guacamole,
- machaca,
- mole poblano,
- picadillo,
- quesadilla,
- salša,
- tacos,
- tortilja.